# Апухтино (Тверська область)
Апухтино (рос. Апухтино) — село в Калязінському районі Тверської області Російської Федерації.
Населення становить 108 осіб. Входить до складу муніципального утворення Старобісловське сільське поселення.

## Історія
Від 2005 року входило до складу муніципального утворення Старобісловське сільське поселення.

## Населення
| 1859 | 1997 | 2002 | 2010 |
| ---- | ---- | ---- | ---- |
| 222  | ↘142 | ↘138 | ↘108 |